# Železniční trať Čop – Čierna nad Tisou ŠRT
Železniční trať Čop – Čierna nad Tisou ŠRT je jednokolejná železniční trať na východním Slovensku a Ukrajině. Jde o jednu ze dvou tratí širokého rozchodu 1 520 mm na území Slovenska (druhou a delší je trať z Užhorodu do Hanisky pri Košiciach, takzvaná ŠRT). Trať začíná v širokorozchodné části kolejiště stanice v Čopu a vede přes nejzápadnější ukrajinskou obec Solomonovo do železničního překladiště v Čierné nad Tisou. Odtud pokračuje v rámci areálu překladiště na kontejnerový terminál v Dobré, kde je ukončena.

## Historie
Širokorozchodná trať přes státní hranici Československa a Sovětského svazu (SSSR) se dostala do plánů již v čtyřicátých letech 20. století, zejména v souvislosti s plánovanou stavbou velkého železničního překladiště v Čierné nad Tisou. K realizaci myšlenky došlo vzápětí a trať z Čopu do Čierné byla předána do provozu jako první širokorozchodná trať na území Československa roku 1947. Spojnice byla vybudována ve velmi krátkém čase v takřka plochém terénu s minimálními sklony i nutností staveb železničního spodku, souběžně se stávajícím úsekem trati normálního rozchodu. Po roce 1960 byla provedena elektrizace pomocí standardní stejnosměrné soustavy za účelem zvýšení kapacity i efektivity přeprav. Objem provozu kulminoval v období největší výstavby překladiště a obchodu se SSSR – touto dobou mohlo po trati denně projet až 50 vlaků. Poté již množství spojů klesalo.

## Popis
Faktický začátek trati se nachází v kolejišti seřaďovacího nádraží v Čopu. Odtud trať vychází západním směrem; doprava se odděluje trať do Užhorodu. Pokračování vede přes osobní nádraží, za kterým se odděluje vlečka do závodu Škoda Solomonovo. Pak následuje hradlo a stanoviště ukrajinských celníků a pohraničníků. Poté přichází do výhybny dopravně označené „Výhybna 271 km“ – jde o místo pobytu vlaků před jízdou přes státní hranici, s možností křižování. Na zhlaví výhybny se nachází státní hranice mezi Slovenskem a Ukrajinou a na slovenské straně následuje zastavení k provedení hraniční kontroly. Odtud již vlak pokračuje do širokorozchodné stanice v Čierné nad Tisou, kde svou jízdu končí. Širokorozchodná část kolejiště dále pokračuje až ke kontejnerovému terminálu v Dobré, kde je prováděna další překládka.
Trať je zabezpečena poloautomatickým zabezpečovacím zařízením se světelnými návěstidly, uzpůsobeným pouze pro dopravu nákladních vlaků – vlaky osobní dopravy zde nikdy nebyly zavedeny.

## Současnost
Na trati jsou stále v provozu nákladní vlaky, přepravující zboží a komodity pro přeložení na terminálu v Čierné. Již v normálněrozchodných vozech pokračují po hlavní trati do Košic. Zpět na Ukrajinu jsou převáženy pouze prázdné vozy po vykládce (s výjimkou některých kontejnerových vozů z terminálu Dobrá) – překládka z vozů normálního rozchodu ve směru na Ukrajinu je prováděna až v Čopu. Intenzita provozu však není vysoká; denně překročí státní hranici přibližně 3–5 párů vlaků. Od roku 2009 trať podle potřeby projíždí také kontejnerové vlaky s výrobky z Asie. Trať taktéž drží prvenství v délce vlaků – díky normativu délky vlaků 980 metrů jsou zde provozovány nejdelší vlaky na území nejen Slovenska, ale i celého bývalého Československa. Mezistátní vlaky jsou vedeny výhradně ukrajinskými stroji řad VL10 či VL11 (majitel Ukrzaliznycja). Posunovací zálohy na širokém rozchodu v Čierné nad Tisou jsou obsazovány motorovými lokomotivami, a to řad 770.8, 771.8 a 773.8 dopravce Železničná spoločnosť Cargo Slovakia.

## Fotogalerie

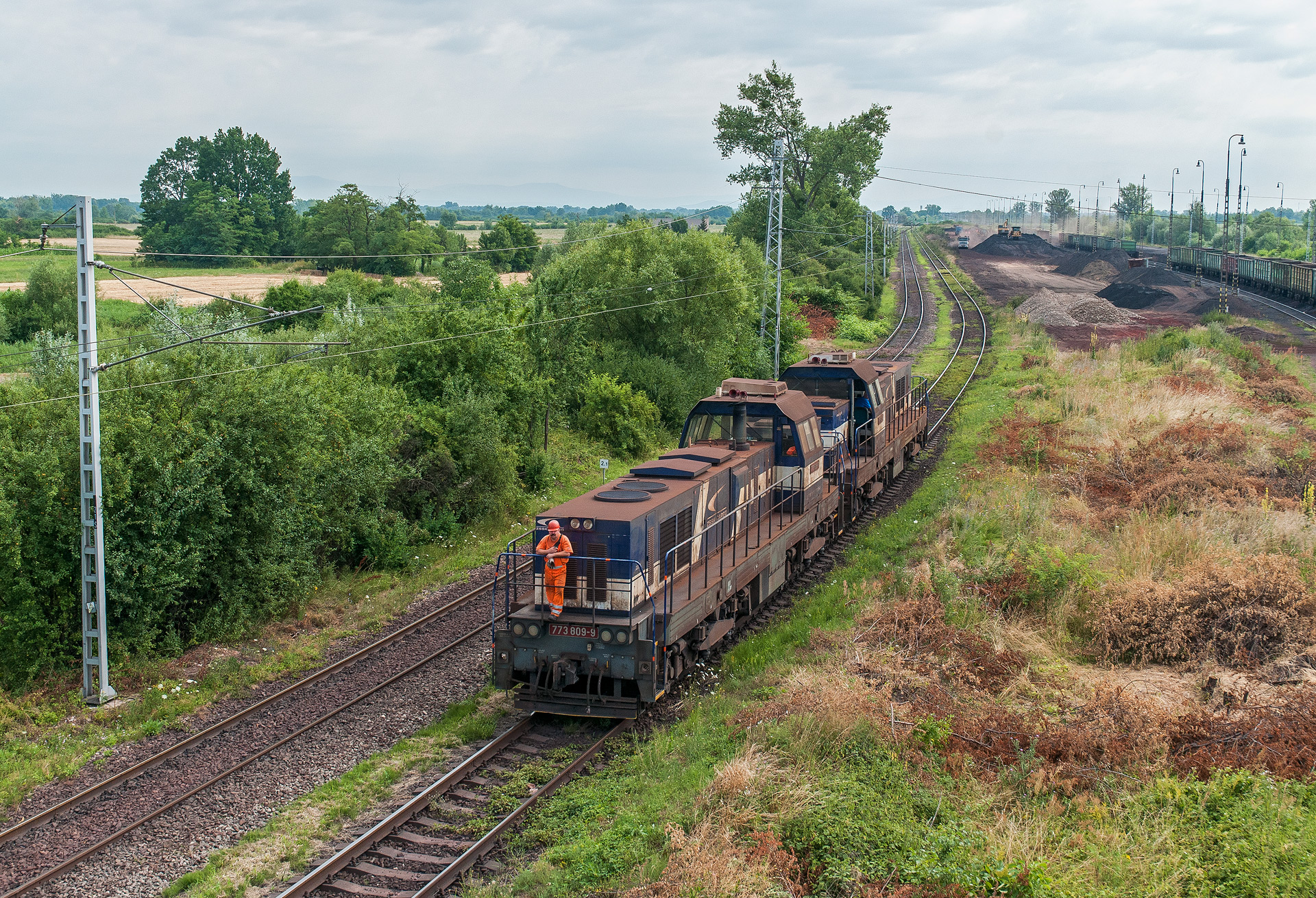
Dvojice lokomotiv řady 773.8 při posunu v Čierné nad Tisou
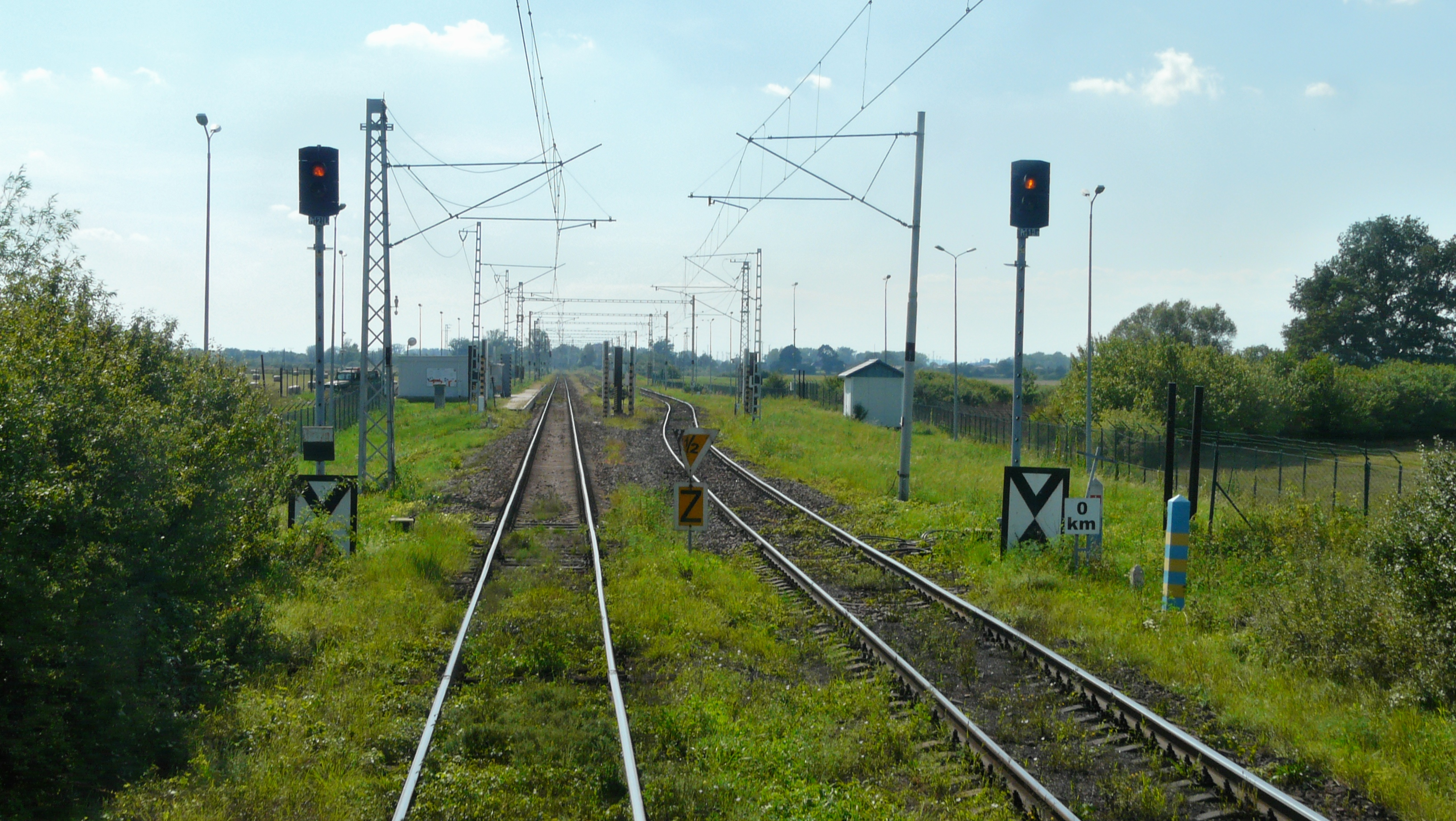
Kilometer 0,000, státní hranice s Ukrajinou
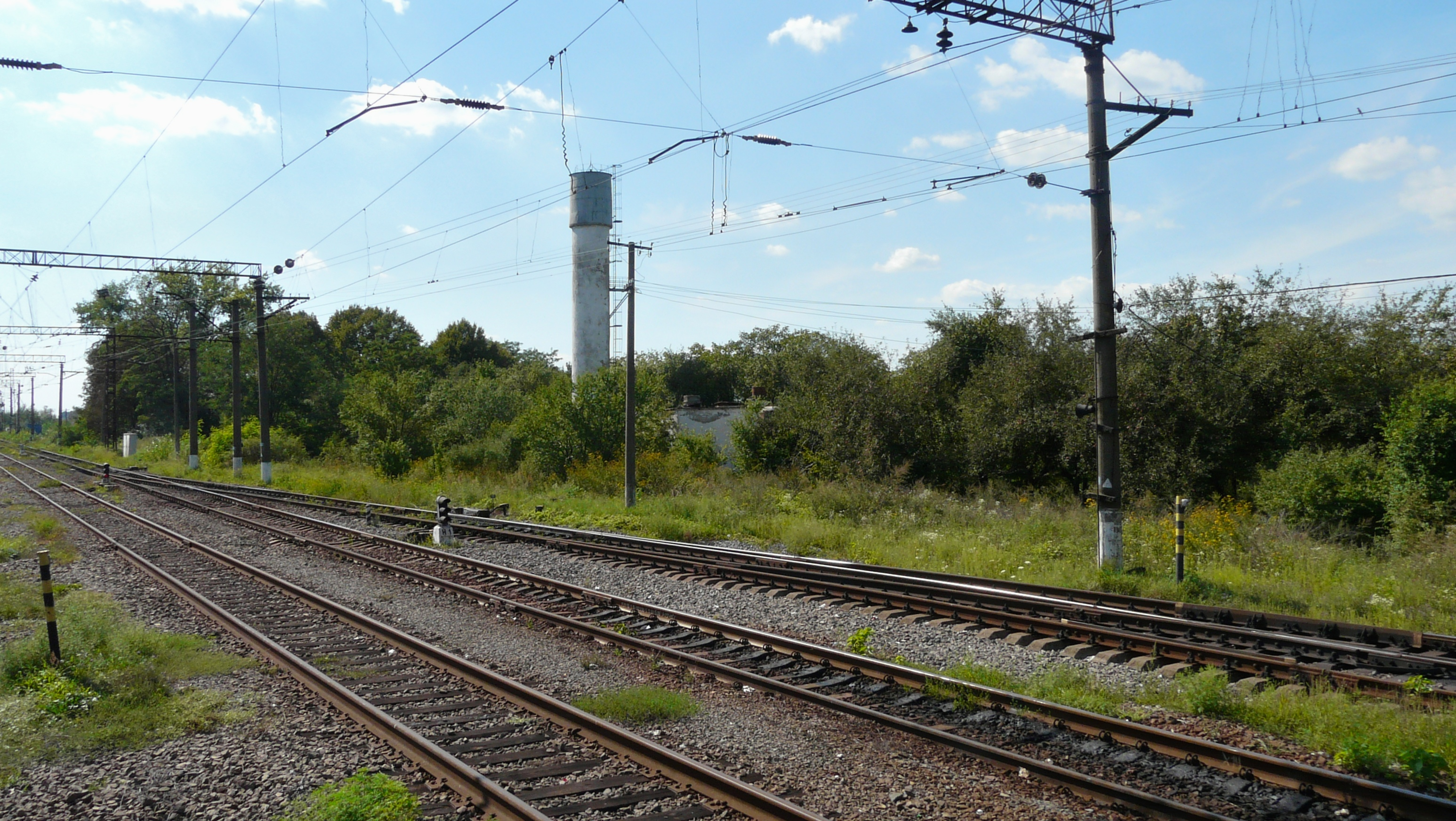
Výhybna 271 km
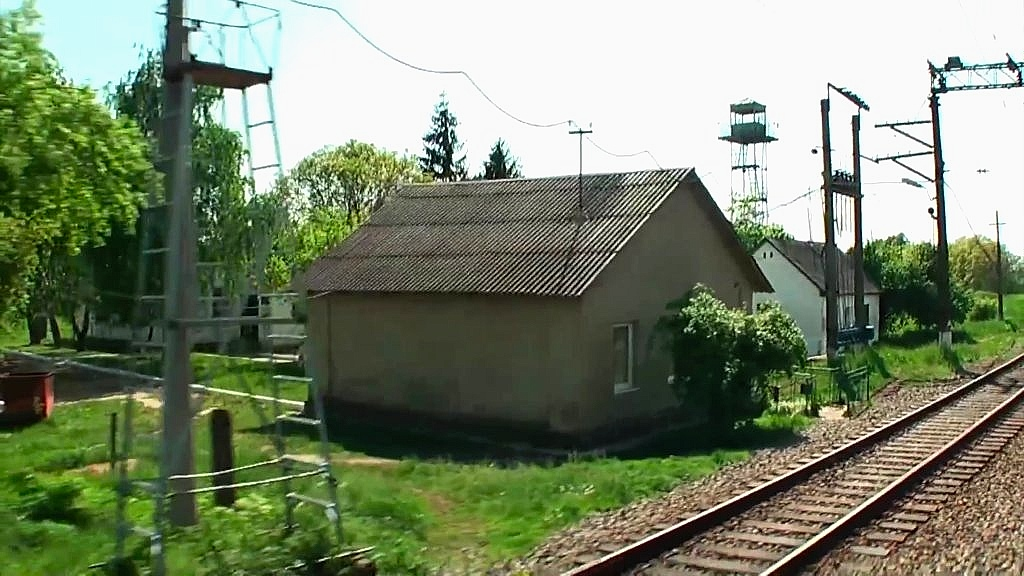
Hradlo a stanoviště ukrajinských pohraničníků (Blok-post)
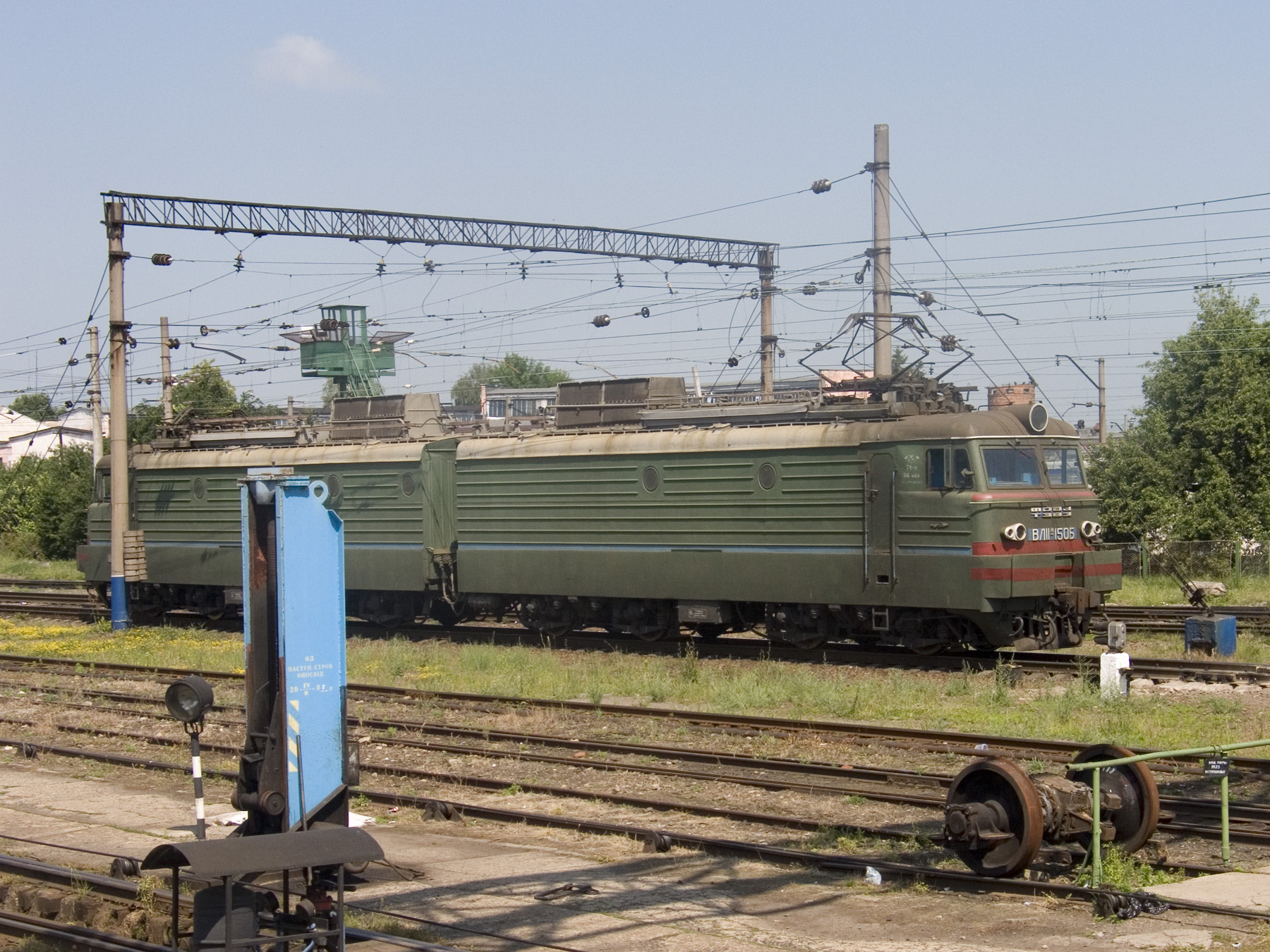
Ukrajinská lokomotiva VL11 v Čopu